# New Vineyard
New Vineyard – miasto w Stanach Zjednoczonych, w stanie Maine, w hrabstwie Franklin.